# International Student Conference
International Student Conference (ISC) var en internationell studentorganisation.
I augusti 1946 samlades 300 studenter från 38 länder i Prag i Tjeckoslovakien för den första World Student Congress, vilken ledde till bildandet av International Union of Students (IUS) med säte i Prag. Denna blev efterhand alltmer kommunistiskt styrd, vilket inte minst märktes i samband med Pragkuppen 1948. 
Detta ledde i sin tur till att 19 nationella västliga studentorganisationer möttes 1950 i Stockholm i Sverige för att bilda en konkurrerande internationell studentorganisation, som så småningom kom att kallas International Student Conference (ISC), även om flertalet organisationer 1950 inte önskade att öppet se detta som en konkurrerande organisation och därmed skapa en ideologisk klyfta i den internationella studentrörelsen, utan snarare som ett nätvek.
Vid mitten av 1950-talet deltog nationella studentorganisationer från 55 länder i International Student Conference.
Konferenserna, och verksamheten mellan dem, organiserades från 1952 av ett sekretariat i Leiden i Nederländerna, som kallades Coordinating Secretariat (COSEC). Biträdande sekreterare 1953–56 var amerikanen Avrea Ingram från NSA  (1927–57), som senare visade sig vara en CIA-agent.

## CIA-finansiering av National Student Association
Från tidigt 1950-tal till 1967 finansierades amerikanska National Student Associations internationella program till stor del och det nationella programmet till någon del i lönndom av Central Intelligence Agency i USA.
Dessa avslöjanden i tidskriften Ramparts 1967 om indirekt CIA-finansiering av ISC ledde till organisationens upplösning 1969.
ISC hade tjänat som moderorganisation för International University Exchange Fund. Efter CIA-skandalen omorganiserade IUEF till en självständig organisation och dess sekretariat flyttades till Genève i Schweiz.

## Konferenser i urval
- 1 Stockholm, Sverige 17–27 december 1950
- 2 Edinburgh, Storbritannien 3–8 januari 1952
- 3 Köpenhamn, Danmark 12–18 januari 1953
- 4 Istanbul, Turkiet 8–16 januari 1954
- 5 London, Storbritannien 1-16 juli 1955
- 6 Paradeniya, Sri Lanka 11–21 september 1956
- 7 Ibadan, Nigeria 11–21 september 1957
- 8 Lima, Peru 15–25 februari 1959
- 9 Klosters, Schweiz 21 augusti–1 september 1960
- Québec, Kanada 1962